# アレクサンドル・ストローク
アレクサンドル・ストローク（Александр Строк、1877年1月1日 - 1956年7月1日）は、ロシア帝国出身のアメリカ合衆国の興行主。アレクサンダー・ストロークとも表記される。

## 経歴
アフセイ・ダヴィドヴィチ・ストローク（Авсей Давидович Строк）としてラトビアのリガに生まれたユダヤ人。第一次世界大戦後、上海交響楽団でチェリストとして活動。しかしまもなく音楽活動を停止し、他の音楽家のためのエージェント業に転じる。
エフレム・ジンバリスト、ヤッシャ・ハイフェッツ、グレゴール・ピアティゴルスキー、アルトゥール・ルビンシュタイン、フョードル・シャリアピン、セルゲイ・プロコフィエフ、ミッシャ・エルマン、アンナ・パヴロワなど、主にロシア革命による亡命芸術家を極東に紹介。東京で死去し、同地に埋葬された。